# Филипс Плаке
Филипс Плаке (англ. Philips Plaque) — бывший приз Главной юниорской хоккейной лиги Квебека, ежегодно вручавшийся лучшему игроку по проценту выигранных вбрасываний. Трофей был учреждён в сезоне 1997/98 и прекратил своё существование после сезона 2001/02.

## Победители
| Сезон   | Игрок          | Команда                  |
| ------- | -------------- | ------------------------ |
| 2001–02 | Пьер-Люк Эмонд | Кейп-Бретон Скримин Иглз |
| 2000–01 | Пьер-Люк Эмонд | Дрюммонвилль Вольтижерс  |
| 1999–00 | Эрик Пинул     | Шербрук Кэсторс          |
| 1998–99 | Эрик Демерс    | Монктон Уайлдкэтс        |
| 1997–98 | Эрик Демерс    | Викториавилл Тайгерз     |